# Чавчавадзе, Тамара Ираклиевна
Тамара Ираклиевна Чавчавадзе (груз. თამარ ირაკლის ასული ჭავჭავაძე; 16 [28] октября 1896, Тифлис, Российская империя — 26 апреля 1968, Тбилиси, Грузинская ССР, СССР) — грузинская советская актриса театра и кино, народная артистка Грузинской ССР (1943).

## Биография
Тамара Чавчавадзе родилась 16 (28) октября 1896 года в Тифлисе. Младшая из трёх дочерей князя Ираклия Георгиевича Чавчавадзе (1860—1930) и его жены Елены Георгиевны (1875—1946; урождённой княжны Макаевой).
Училась в Тифлисской драматической студии под руководством Акакия Пагавы. Ещё будучи студенткой студии Пагавы сыграла в 1922 году роль Лауренсии в спектакле «Фуэнте Овехуна» Лопе де Вега, поставленном Котэ Марджанишвили в театре имени Шота Руставели. В своей первой роли Тамара Чавчавадзе проявила свою темпераментность, эмоциональность. выразительность речи, экспрессию жестов.
Тамара Чавчавадзе участвовала в создании 2-го государственного драматического театра в Кутаиси (ныне театр имени Марджанишвили в Тбилиси) и состояла в труппе этого театра до 1942 года. С 1942 по 1964 год работала в театре имени Шота Руставели, с 1964 года в Сухумском театре.
Тамара Ираклиевна Чавчавадзе умерла 26 апреля 1968 года в Тбилиси. Была замужем за народным артистом Грузинской ССР Пьером Кобахидзе.

## Признание и награды
- Народная артистка Грузинской ССР (1943)[2]
- орден Ленина (10.11.1950)[5][2]
- орден Трудового Красного Знамени (22.03.1936)[6]
- орден «Знак Почёта» (17.04.1958)[7]

## Творчество

### Роли в театре
- 1922 — «Фуэнте Овехуна» Лопе де Вега. Режиссёр: Котэ Марджанишвили — Лауренсия.
- 1923 — «Саломея» О. Уайльда — Саломея[4]
- 1934 — «Гурия Ниношвили» по Э. Ниношвили
- 1935 — «Коварство и любовь» Шиллера — леди Мильфорд
- 1940 — «Дама с Камелиями» Дюма-сын — Маргарита
- 1940 — «Измена» Сумбатова — Зейнаб
- 1941 — «Мать и сын» Чавчавадзе — Мать
- 1947 — «Отелло» Шекспира — Эмилия
- 1948 — «Царица Кетеван» Казбеги — царица Кетеван
- «Васса Железнова» М. Горького — Васса
- «Бахтриони» по Важа-Пшавела — Саната
- «Мадам Сен-Жен» Сарду — мадам Сен-Жен
- «В добрый час» В. Розова — мать

### Фильмография
- 1926 — Дина Дза-дзу
- 1929 — Трубка коммунара — коммунар
- 1948 — Кето и Котэ — Ханума